# Художествена галерия „Палавееви къщи“
Галерия „Палавееви къщи“ се помещава в голямата „Палавеева“ къща, която заедно с прилежащия двор е част от завещанието на хаджи Ненчо Палавеев, с което той през 1932 г. определя за свой „универсален заветник“ родния си град Копривщица.
Галерията е открита официално през 2012 година, но функционира и преди това. Тук има постоянна изложба, свързана с живота и дейността на хаджията, както е записано в завещанието на Палавеев.
През активния туристически сезон се представят изложби на класически и съвременни български художници, занаятчии и други творци в областта на приложното изкуство. В галерията се провеждат и различни популярни мероприятия и изяви свързани с културния календар на града.
Галерия „Палавееви къщи“ се намира на улица „Димчо Дебелянов“ срещу дома на поета. Стопанисва се от Дирекция на музеите в града.

## Галерия
- Портата на галерията
- Сграда на архивите. Тук се е намирал девическият пансион преди да изгори
- Скулптората „Дете с гълъб“
- Канцелариите на галерията
- Улица „Димчо Дебеляянов“, поглед на изток
- Улица „Димчо Дебелянов“, поглед на запад